# 正安橋
正安橋（しょうあんばし）は、大阪府大阪市此花区の旧北港運河に架設された跳上橋である。通称は合体橋。高名な橋梁技術者で、可動橋の第一人者である山本卯太郎の設計である。

## 概要
1926年（大正15年）の竣工で、日本最古の跳上橋（鋼製跳開式可動橋）。道路橋の跳上橋である。1999年（平成11年）に、復元可能となるよう解体された。

## 諸元
- 橋長: 48.92 メートル
- 幅員: 7.4 メートル
- 竣工: 1926年（大正15年） 10月
- 設計製作: 山本工務所(山本卯太郎）
- 設置場所: 大阪市此花区桜島2 - 島屋5（大阪市道川岸町線）